# Zofia Łoś
Zofia Łoś, Zofia Augusta z Rostworowskich hr. Łosiowa h. Nałęcz (ur. 19 czerwca 1900, zm. 4 marca 1962 w Rokitnicy) – polska właścicielka ziemska, dziedziczka majątku Torskie. Działaczka gospodarcza, samorządowa i społeczna. Wydawca i dziennikarka. Wnuczka Włodzimierza Siemiginowskiego, matka matematyka Jerzego Łosia.
Była wychowanką zakładu naukowo-wychowawczego SS. Niepokalanek w Jazłowcu.
W 1916 r., w wieku lat szesnastu, wyszła za mąż za dwudziestodziewięcioletniego dr. praw, hr. Zygmunta Łosia, który zginął w 1936 r. w katastrofie samolotu pod Suścem. Miała z nim dwóch synów – późniejszego matematyka Jerzego, oraz Władysława, który przebywając od 17 września 1939 r. na emigracji, zamieszkał we Francji, gdzie zmienił nazwisko na Michel de Los.

## Działalność gospodarcza
W 1919 r. Zofia Łosiowa otrzymała majątek w Torskiem na Podolu (dawniej własność rodziny Siemiginowskich) od swojej babki Felicji z domu Jordan-Stojowskiej, wdowie po Włodzimierzu Siemiginowskim.
W latach trzydziestych w celu zwiększenia opłacalności upraw dążyła do zmniejszenia powierzchni majątku i przestawienia go z produkcji przede wszystkim rolnej na sadownictwo i winikulturę. W ramach tego stała się jedną z inicjatorek upraw na Podolu winnej latorośli celem produkcji rodzimych win. Propagowała też w swoich publikacjach krajową uprawę winorośli na wina.

## Praca społeczna
Oprócz prowadzenia w Torskiem majątku Zofia Łosiowa udzielała się w gminie Torskie i poza nią. Była radną gminną, następnie powiatową. Przez 12 lat była przewodniczącą rady szkolnej. Zainicjowała w Torskiem ok. 1922 r. Kursy dla dorosłych, na dwóch poziomach kształcenia, które skupiały ok. 50 osób w wieku 16–20 lat narodowości polskiej i ukraińskiej. Przewodniczyła też kasie chorych. Działała na rzecz zwiększenia wynagrodzeń dla kwalifikowanych położnych, by wyeliminować działalność pokątnych akuszerek tzw. „babek”. Działała w Małopolskim Towarzystwie Rolniczym w kółku rolniczym w Torskiem, została następnie przewodniczącą koła powiatowego w Zaleszczykach, koła okręgowego, a w 1924 r. została wybrana do komitetu Towarzystwa jako jedyna kobieta w Polsce należąca na danym terenie do najwyższej władzy organizacji rolniczej.
Zofia Łosiowa była też wiceprezesem Związku Ziemian Wschodnich Województw Małopolski we Lwowie. Od 1934 r. była wiceprzewodniczącą Podolsko-Pokuckiego Związku Posiadaczy Sadów z siedzibą w Zaleszczykach, największego związku sadowników w Polsce. W organizacjach rolniczych działała do 1938 r. Następnie była sekretarką Sekretariatu Porozumiewawczego Polskich Organizacji Społecznych, gdzie została przewodniczącą Komisji Kobiecej i wiceprzewodniczącą całego Sekretariatu.

## Praca wydawnicza i dziennikarska
W 1925 r. wraz z prof. Bronisławem Janowskim założyła spółkę wydawniczą „Zagroda wzorowa” finansującą czasopismo dla małorolnych pod takim samym tytułem, którego Zofia Łosiowa była redaktorką do 1926 r., kiedy wyprowadziła się ze Lwowa. Po połączeniu „Zagrody Wzorowej” z krakowskim „Przewodnikiem Kółek Rolniczych” wchodziła w skład lwowskiego komitetu redakcyjnego pisma do 1929 r. Od 1937 r. była redaktorem „Małopolskiego Tygodnika Rolniczgo” organu Małopolskiego Towarzystwa Rolniczego we Lwowie.

## Czasy okupacji
Po wybuchu II wojny światowej wobec agresji ZSRR na Polskę Zofia Łoś oraz jej syn Jerzy opuścili Małopolskę wschodnią. Mieszkała następnie w Trzebieniu, Adamowie na Zamojszczyźnie w majątku odległej powinowatej Marii z Tarnowskich Łosiowej. Od kwietnia 1940 r. pracowała w majątku innego dalekiego powinowatego Władysława Smorczewskiego w Tarnogórze.
Po ataku Niemiec na ZSRR w 1941 i utworzeniu Dystryktu Galicja w ramach Generalnego Gubernatorstwa przyjechała do Lwowa. W 1943 r. powołana została przez Radę Główną Opiekuńczą na stanowisko zastępcy delegata delegatury we Lwowie, mec. dr. Leopolda Tesznara. Kiedy na przełomie czerwca i lipca 1944 r. dr. Tesznar – po niepowodzeniach interwencji u władz niemieckich w sprawach mordów ukraińskich na Polakach – opuścił Lwów, Zofia Łosiowa pełniła funkcję delegata RGO do czasu ponownego zajęcia miasta przez sowietów 27 lipca.

## Okres powojenny
Po wojnie pracowała w Krakowie jako sekretarka pediatry, prof. Franciszka Groëra. Następnie w Akademii Lekarskiej w Rokitnicy Bytomskiej jako sekretarka prof. Kazimierza Duxa, skądinąd brata jej synowej, żony Jerzego Łosia, Marii z Duxów. Na emeryturze mieszkała przez pewien czas w Poznaniu i Siemianowicach. Powróciła do Rokitnicy, gdzie zmarła w 1962 r. i gdzie została pochowana na cmentarzu parafialnym.